# Évêché titulaire d'Abdera
Abdera est un siège titulaire de l'Église catholique romaine .
Il tient son origine d'un diocèse dans la ville grecque du nord d'Abdera, cité grecque de la Thrace antique.
| Évêques titulaires d'Abdera |                                     |                                                                 |                  |                 |
| Ordre                       | Nom                                 | Administration                                                  | de               | à               |
| 1                           | Wilhelm Graf von Leslie             | Évêque auxiliaire à Trieste ( Italie )                          | 18 décembre 1711 | 6 mars 1712     |
| 2                           | Johann Baptist von Reinach-Hirzbach | Évêque coadjuteur à Bâle ( Suisse )                             | 11 juillet 1725  | 25 janvier 1734 |
| 3                           | Johann Christoph von Kuenburg       | Évêque auxiliaire à Passau ( Allemagne )                        | 3 juillet 1747   | 18 août 1756    |
| 4e                          | Valery Henryk Kamionko              | Évêque auxiliaire à Lviv ( Ukraine )                            | 10 juillet 1815  | 26 août 1840    |
| 5                           | Joseph Ambrosius Geritz             | Évêque auxiliaire de Warmie ( Pologne )                         | 27 avril 1840    | 21 juin 1841    |
| 6e                          | Napoléon Joseph Perché              | Archevêque coadjuteur de la Nouvelle-Orléans, Louisiane ( USA ) | 8 février 1870   | 25 mai 1870     |
| 7e                          | Richard Roskell (en)                | em. Évêque de Nottingham ( Angleterre )                         | 5 juillet 1875   | 27 janvier 1883 |
| 8ème                        | Pierre-Lambert Goossens             | Évêque coadjuteur de Namur ( Belgique )                         | 1 juin 1883      | 16 juillet 1883 |
| 9                           | Alphonse de Voss (en) CICM          | Vicaire apostolique du sud - ouest de la Mongolie ( Chine )     | 12 décembre 1883 |                 |
| dix                         | Magloire-Désiré Barthet CSSp        | Vicaire apostolique de Sénégambie ( Sénégal )                   | 30 juillet 1889  | 30 octobre 1912 |
| 11                          | Teodoro Gordaliza Sánchez OP        | Vicaire apostolique du Nord Tonking ( Vietnam )                 | 10 août 1915     | 14 octobre 1931 |